# Kraken (maison d'édition)
Pour les articles homonymes, voir Kraken (homonymie).
Kraken est un éditeur de bandes dessinées en activité en France entre 1992 et 1996.
Éditant tout d'abord des bandes dessinées, il produisit quelques séries mangas sans les mener à terme.

## Mangas édités
- Les Élémentalistes
- Shang-hai Kaijinzoku
- Vaelber Saga[2]